# Eerste Kamerverkiezingen 1937

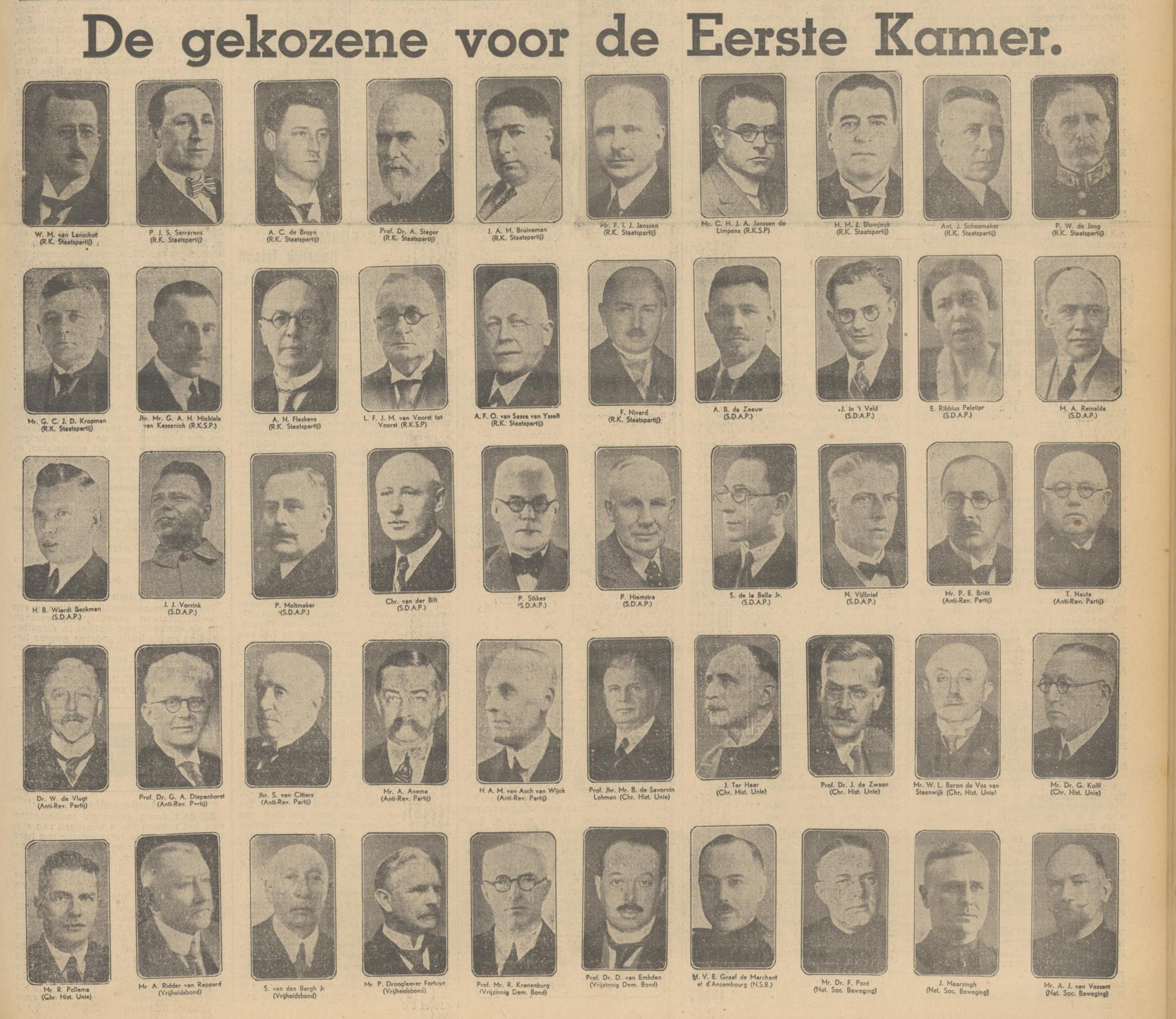
Eerste Kamerleden 1937.

De Eerste Kamerverkiezingen 1937 waren tussentijdse Nederlandse verkiezingen voor de Eerste Kamer der Staten-Generaal. Zij vonden plaats op 27 mei 1937.
De verkiezingen waren noodzakelijk geworden na de ontbinding van de Eerste Kamer, nadat een voorstel tot Grondwetsherziening in eerste lezing door Tweede Kamer en Eerste Kamer aangenomen was. Bij deze verkiezingen kozen de leden van Provinciale Staten - die op 16, 17 en 26 april 1935 bij de Statenverkiezingen gekozen waren - in vier kiesgroepen een geheel nieuwe Eerste Kamer.
De door de leden van Provinciale Staten uitgebrachte stemmen hadden niet alle dezelfde waarde; zij werden gewogen aan de hand van de bevolkingscijfers van de provincies. Bij deze verkiezingen was de volgende stemwaardetabel van toepassing:
| Gr | F  | D  | O   | Ge  | U  | NH  | ZH  | Ze | NB  | L   |
| -- | -- | -- | --- | --- | -- | --- | --- | -- | --- | --- |
| 87 | 80 | 64 | 111 | 134 | 99 | 196 | 239 | 59 | 140 | 122 |

De uitslag van de verkiezingen was als volgt:
| Partij                                | Zetels | Zetels | +/− | Zetelverdeling naar kiesgroep | Zetelverdeling naar kiesgroep | Zetelverdeling naar kiesgroep | Zetelverdeling naar kiesgroep |
| Partij                                | 1935   | 1937   | +/− | I                             | II                            | III                           | IV                            |
| ------------------------------------- | ------ | ------ | --- | ----------------------------- | ----------------------------- | ----------------------------- | ----------------------------- |
| Roomsch-Katholieke Staatspartij       | 16     | 16     | 0   | 9                             | 3                             | 2                             | 2                             |
| Sociaal-Democratische Arbeiderspartij | 11     | 12     | +1  | 1                             | 3                             | 4                             | 4 (+1)                        |
| Anti-Revolutionaire Partij            | 6      | 7      | +1  | 1                             | 2                             | 2 (+1)                        | 2                             |
| Christelijk-Historische Unie          | 7      | 6      | −1  | 1                             | 2                             | 1 (−1)                        | 2                             |
| Nationaal-Socialistische Beweging     | 2      | 4      | +2  | 1                             | 1 (+1)                        | 1                             | 1 (+1)                        |
| Vrijheidsbond                         | 5      | 3      | −2  | 0                             | 1 (−1)                        | 1                             | 1 (−1)                        |
| Vrijzinnig-Democratische Bond         | 3      | 2      | −1  | 0                             | 1                             | 1                             | 0 (−1)                        |
| Totaal                                | 50     | 50     | 0   | 13                            | 13                            | 12                            | 12                            |

## Gekozenen
Bij deze verkiezingen waren alle 50 leden aftredend, van wie 33 herkozen werden.
Onderstaand volgen enkele bijzonderheden: 
- Max de Marchant et d'Ansembourg, gekozen op de lijst van de NSB in kiesgroep III, nam zijn  benoeming niet aan omdat hij tevens bij de op 26 mei 1937 gehouden verkiezingen voor de Tweede Kamer gekozen was; hij gaf de voorkeur aan dat lidmaatschap. In zijn plaats werd Gerrit van Duyl benoemd verklaard;

- Ties Nauta, gekozen op de lijst van de ARP in kiesgroep III, nam zijn  benoeming niet aan. In zijn plaats werd Rob Woltjer benoemd verklaard;

- Jos Serrarens, gekozen op de lijst van de RKSP in kiesgroep III, nam zijn  benoeming niet aan omdat hij tevens bij de op 26 mei 1937 gehouden verkiezingen voor de Tweede Kamer gekozen was; hij gaf de voorkeur aan dat lidmaatschap. In zijn plaats werd Carl Romme benoemd verklaard.

De zittingstermijn van de gekozen Kamerleden was 3 resp. 6 jaar, afhankelijk van de kiesgroep waartoe de leden behoorden. Door het uitbreken van de Tweede Wereldoorlog werden echter tot 1946 geen verkiezingen meer gehouden.
*1850 · 1853 · 1856 · 1859 · 1862 · 1865 · 1868 · 1871 · 1874 · 1877 · 1880 · 1883 · *1884 · 1887 (I) · *1887 (II) · *1888 · 1890 · 1893 · 1896 · 1899 · 1902 · *1904 · 1907 · 1910 · 1913 · 1916 · *1917 · 1919 · *1922 · *1923 · 1926 · 1929 · 1932 · 1935 · *1937 · *1946 · *1948 · 1951 · *1952 · 1955 · *1956 (I) · *1956 (II) · 1960 · *1963 · 1966 · 1969 · *1971 · 1974 · 1977 · 1980 · *1981 · *1983 · *1986 · 1987 · 1991 · 1995 · 1999 · 2003 · 2007 · 2011 · 2015 · 2019 · 2023

* algemene verkiezingen in verband met vervroegde ontbinding van de Eerste Kamer

vanaf 1987 bedraagt de vaste zittingstermijn van de Eerste Kamer vier jaar